# A papírsereglet (novella)
A papírsereglet (The Paper Menagerie) Ken Liu 2011-ben megjelent mágikus realista novellája, mely először a The Magazine of Fantasy & Science Fiction című folyóiratban jelent meg. Magyarul első alkalommal 2012. júliusában, a Galaktika magazinban jelent meg Papírállatok címmel Dési András György fordításában. Majd 2018-ban A papírsereglet címmel a szerző A papírsereglet és más történetek című novelláskötetében Juhász Viktor fordításában.

## Cselekmény
A történet Jackről szól, aki egy fehér amerikai apa és egy kínai bevándorló, postán rendelt menyasszony anyjának első generációs amerikai fia. Gyermekként Jacket elvarázsolja édesanyja varázslatos képessége, hogy origami papírállatokat keltsen életre. Ezek a papírlények játszanak vele, vigasztalják őt, és az édesanyjához fűződő bensőséges kötelék, valamint a kínai örökségéhez fűződő kapcsolatot jelképezik. Ahogy azonban Jack idősebbé válik, tudatára ébred a családja és a körülötte élő amerikai családok közötti különbségeknek. Be akar illeszkedni, ezért elkezdi elutasítani a kínai örökségét: nem beszél többé kínaiul, szégyelli akcentusos angolságát és hagyományos szokásait, és eltávolodik anyjától. A köztük lévő szakadék az évek múlásával egyre mélyül. Felnőttként, anyja halála után Jack felfedez egy levelet, amelyet anyja írt neki, de kínaiul. Segítséggel lefordítja a levelet, melyből megismeri anyja tragikus múltját Kínában a kulturális forradalom idején, az Amerikába vezető útját, és azt, hogy anyja az elutasítás ellenére is kitartóan szereti őt.

## Fogadtatása
A papírsereglet lett az első fikciós mű, amely egyszerre nyerte el a Nebula-, Hugo- és World Fantasy-díjakat. A Jakarta Post „mesterműnek” nevezte. A The Washington Post szerint Liu novellája „csodálatos, megrendítő történet”. A Mashable dicsérte a történetet, mivel „a bevándorlást, az identitást és a kultúrát vizsgálja, annyi szívvel, örömmel és tömörséggel”.
A Könyves magazin szerint „A szerző abban a pillanatban, hogy túlcsordulnának az érzelmektől, és szirupossá válnának a jelenetek, általában kegyetlenül lecsap, és még az elérzékenyülés előtt vágja arcon olvasóját.” Az SF portál szerzője úgy véli „Az életre kelő origami figurák története a fantasztikum egy egészen különleges formája, és a novella egyszerre egyszerű és könnyekig megható.” Az ekultúra szerzője, Uzseka Norbert szerint még számos nagy nevű sci-fi író is „képtelen valódi jellemábrázolásra, Liu karakterei azonban, legyenek bár csupán néhány vonással felrajzolt mellékszereplők, igaziak.” A történet „a szeretetről szól, és olyan tisztán, szépen, költőien, hitelesen, a giccset mégis elkerülve, ahogy nagyon kevés más írás.”

## Eredeti kiadás
- Liu, Ken (2011). „The Paper Menagerie” (angol nyelven). The Magazine of Fantasy and Science-Fiction 62 (March/April).

## Magyarul
- Liu, Ken. „Papírállatok”. Galaktika, Budapest XXXIII (268), 76-84. o, Kiadó: Metropolis Media. ISSN 9770133243001.
- Liu, Ken. A papírsereglet, A papírsereglet és más történetek ford.: Juhász Viktor, Benkő Ferenc, Ballai Mária, Török Krisztina, Bosnyák Edit, Beke Zsolt, Rácz Péter, Molnár Berta Eleonóra:. Budapest: Agave Könyvek (2018). ISBN 97889634198352